# Konrad Dąbkowski
Konrad Dąbkowski (16 de febrero de 1989) es un ciclista polaco.

## Palmarés
2013
- Memoriał Andrzeja Trochanowskiego
- 1 etapa de la Carrera de la Solidaridad y de los Campeones Olímpicos

2014
- 1 etapa del Memoriał im. J. Grundmanna i J. Wizowskiego
- 1 etapa de la Carrera de la Solidaridad y de los Campeones Olímpicos
- Puchar Ministra Obrony Narodowej